# Улица Банзарова (Улан-Удэ)
У́лица Банза́рова (бур. Банзаровай гудамжа) — улица в исторической части города Улан-Удэ.
Прежние названия: Мещанская, Мордовская, Бурятская. Переименована в 1947 году в честь 125-летия со дня рождения первого бурятского учёного Доржи Банзарова.

## География улицы
Длина — 920 метров. Идёт с запада на восток; начинается в начале улицы Свободы у стадиона «Спартак» Бурятского госуниверситета; в средней части проходит вдоль южной стороны площади Банзарова и северной ограды Одигитриевского собора; оканчивается на улице Балтахинова у центрального рынка. Нумерация домов с запада на восток; в начальной части от улицы отходит на север улица Шмидта; далее пересекается улицами Смолина, Ленина, Коммунистической, Калинина.

## История улицы

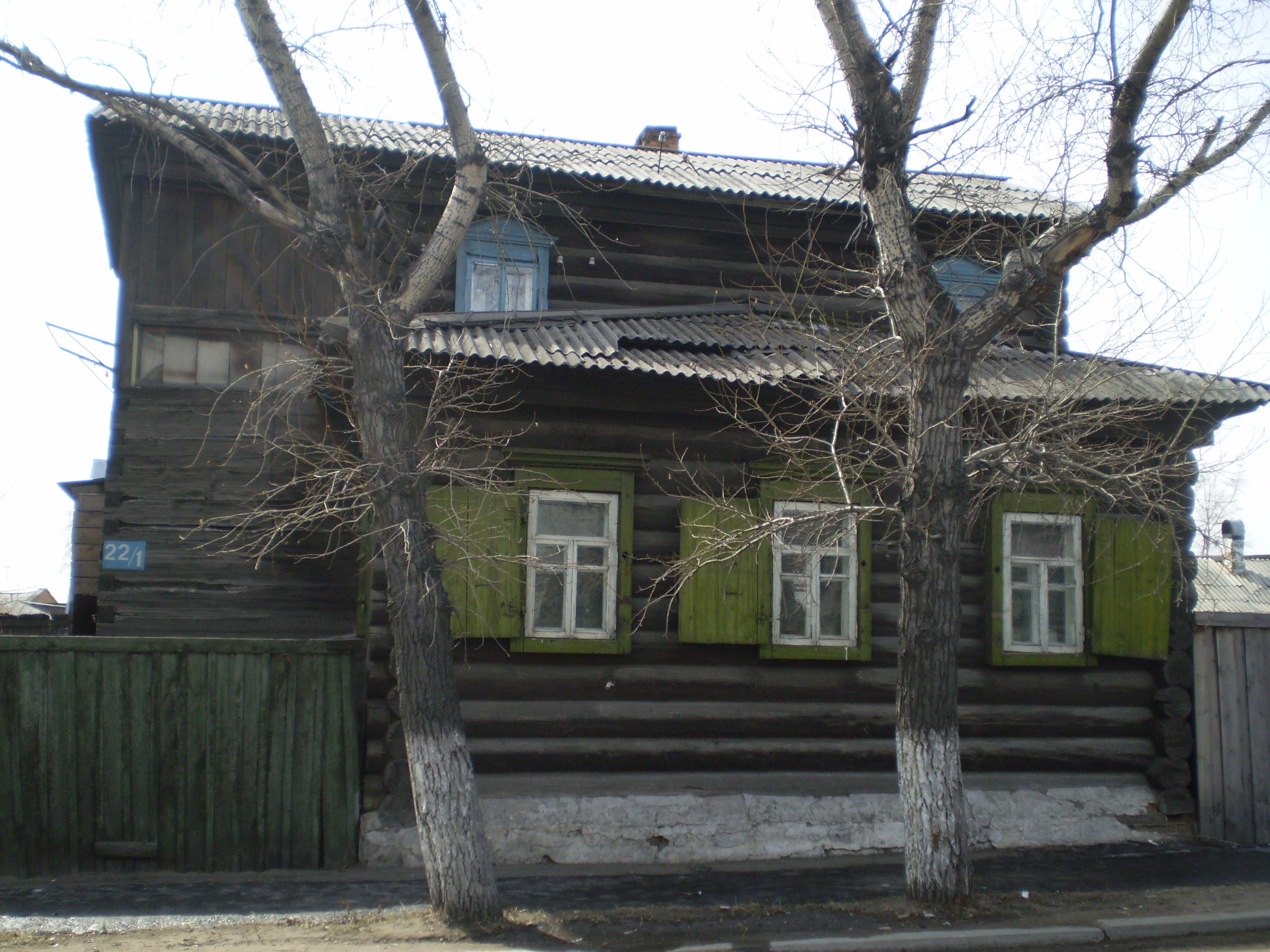
Ул. Банзарова, 22. 1820-е гг.

Первоначально — Мещанская улица, позднее по фамилии купцов Мордовских получила название Мордовская улица.
В 1827—1828 годах в доме В. Н. Баснина жила семья ссыльного декабриста А. Н. Муравьёва. В этом доме у Муравьёвых останавливались П. Е. Анненкова,
М. Н. Волконская (по пути в Благодатский рудник), М. К. Юшневская, предположительно и другие жёны декабристов. Дом Баснина не сохранился. Вероятно, он находился на месте современного адреса по ул. Банзарова, № 22/1.
Произошедший 10 июня 1878 года пожар уничтожил 75 % зданий Верхнеудинска. В огне пострадал и Одигитриевский собор, вплотную застроенный деревянными жилыми зданиями, после чего было принято решение создать вокруг собора большую площадь. С востока она ограничивалась усадьбой купца 2-й гильдии Александра Егоровича Мордовского (ул. Банзарова, 20). В северо-восточном углу площади располагалась усадьба купца 1-й гильдии Александра Петровича Кулакова (ул. Банзарова, 11, усадьба не сохранилась). Рядом находилась усадьба Иакинфа Петровича Фролова — почётного гражданина, первого городского головы Верхнеудинска. Длинной стороной усадьба выходила на Большую улицу, короткой — на Мордовскую. Здания усадьбы Фролова не сохранились.
13 июня 1924 года улица была переименована в Бурятскую.
В мае 1941 года проезжая часть улицы была замощена камнем.
С 1947 года улица носит современное название.

## Памятники архитектуры

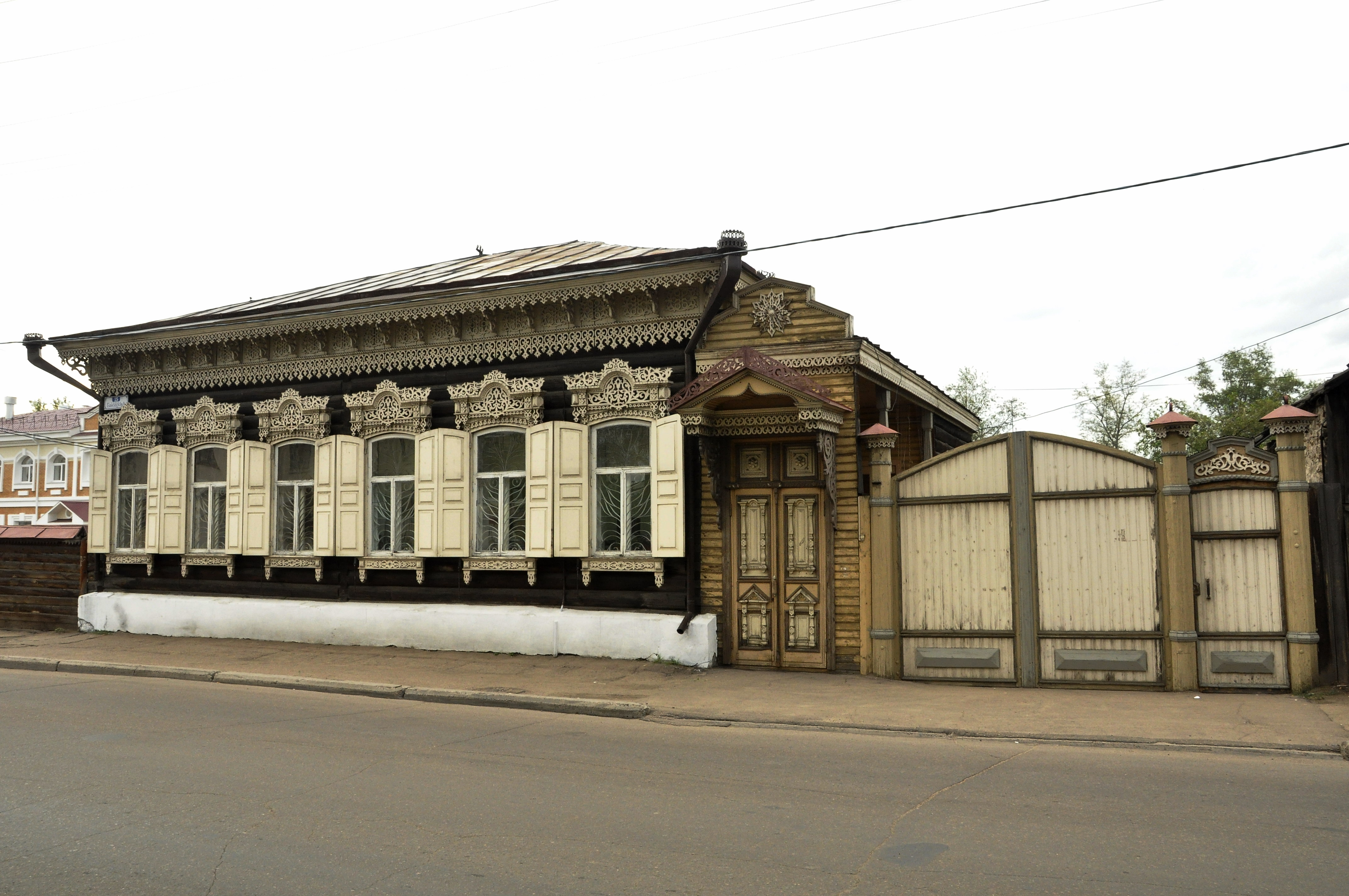
Усадьба богатого горожанина. Ул. Банзарова, 15

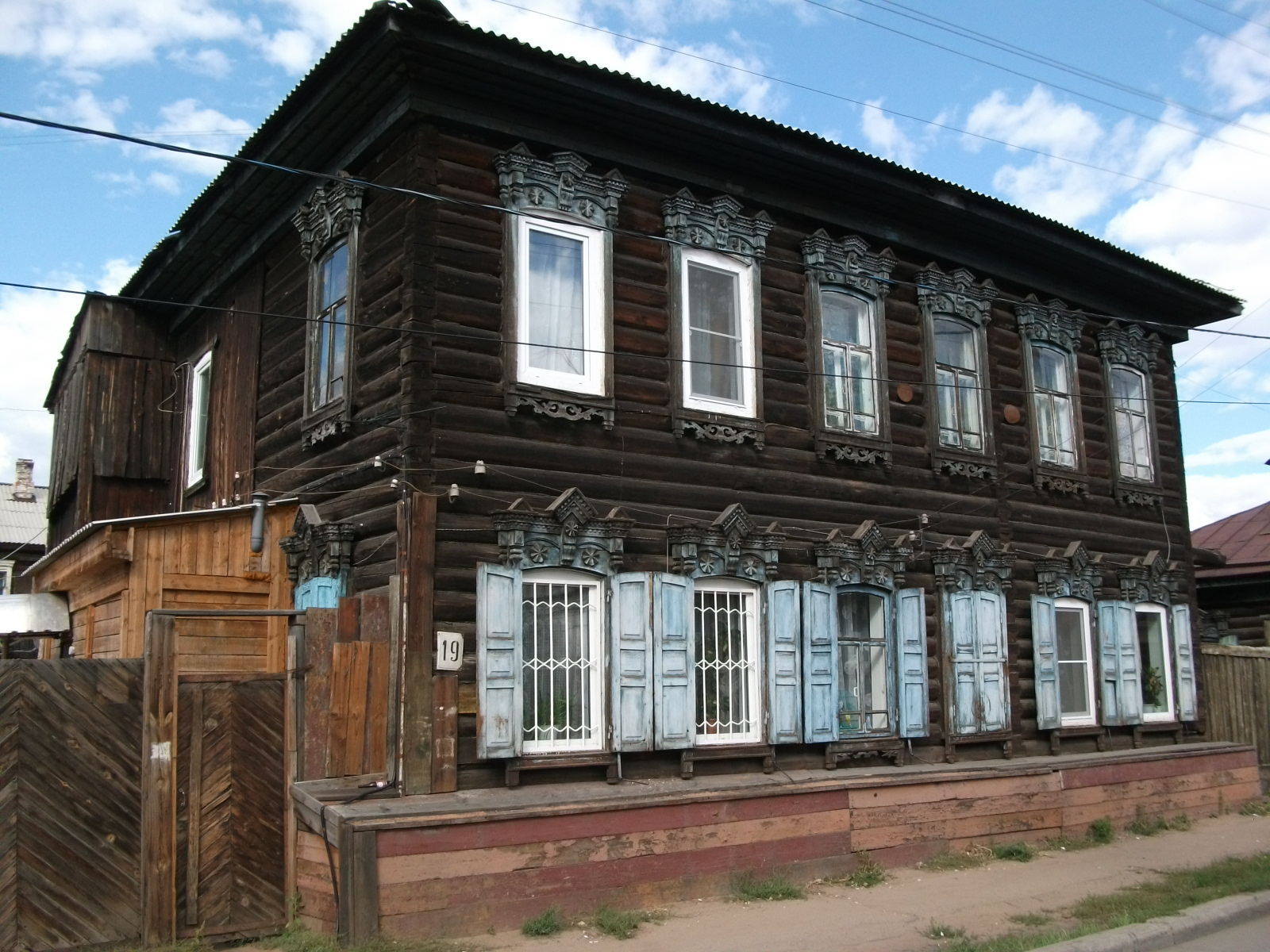
Усадьба М. Д. Мордовской. Ул. Банзарова, 19

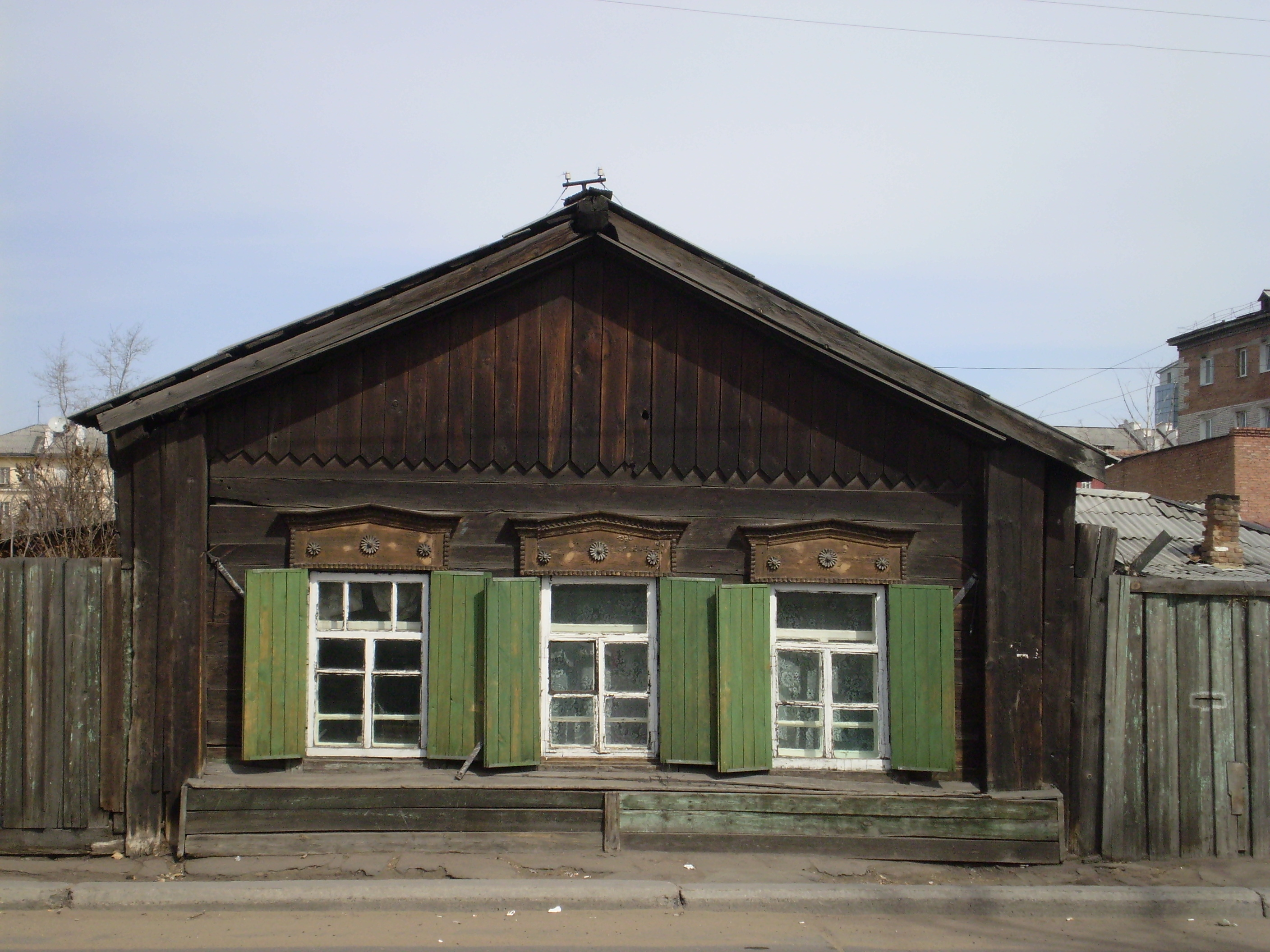
Усадьба Большакова. Ул. Банзарова, 28

На улице находятся памятники архитектуры:
- Усадьба М. Г. Мастерова. Ул. Банзарова, 7, 9а
- Усадьба А. А. Бурлакова. Ул. Банзарова, 12а, б
- Усадьба Е. Д. Поздеевой. Ул. Банзарова, 14а, б
- Усадьба богатого горожанина и склад. Ул. Банзарова, 15. Дом постройки начала XX века. Главный фасад богато украшен декоративной резьбой. Окна большого размера 90х198 см. Сруб в лапу из брёвен диаметром 24 см. Бутовый фундамент, железная кровля.
- Усадьба Котелкина. Ул. Банзарова, 16, 18
- Усадьба М. Д. Мордовской. Ул. Банзарова, 19
- Усадьба И. И. Овсянкина. Ул. Банзарова, 20-22а, б
- Одноквартирный двухэтажный жилой дом. Ул. Банзарова, 22
- Усадьба А. Е. Мордовского. Ул. Банзарова, 20. Особняк построен в 1875—1876 годах.
- Ул. Банзарова 22/1 — двухэтажный жилой дом начала XIX века. Построен в 1820-е годы. Дом состоит из основной части и холодного пристроя. Основная часть из брёвен, пристрой из бруса. Второй этаж был раскрыт с востока антресолью с фронтоном и колонками. На окнах прямой ставень в одно полотно. Окна маленького размера. Здание значительно изменено в конце XX века.
- Усадьба Г. И. Вторушина. Ул. Банзарова, 23
- Усадьба священника Малова. Ул. Банзарова, 24
- Усадьба А. Труневой. Ул. Банзарова, 27
- Усадьба М. К. Большакова. Ул. Банзарова, 28а, б, в
- Ул. Банзарова 28/1 — дом первой половины XIX века. Построен в 1830-е годы. Типичный дом жителя Верхнеудинска среднего достатка середины XIX века.
- Усадьба И. А. Виневича. Ул. Банзарова, 30а
- Усадьба Г. Х. Берловича. Ул. Банзарова, 31а, б
- Доходный дом. Ул. Банзарова, 31б
- Усадьба А. М. Жданова. Ул. Банзарова, 35а
- Усадьба А. Селивановой с торговой лавкой. Ул. Банзарова, 38а
- Усадьба М. И. Ждановой. Ул. Банзарова 39